# Stomiidae
Stomiidae zijn een familie van straalvinnige vissen uit de orde van Draakvisachtigen (Stomiiformes).

## Onderfamilies
- Onderfamilie Chauliodontinae (Addervissen)
- Onderfamilie Stomiinae
- Onderfamilie Astronesthinae (Keeltandigen)
- Onderfamilie Melanostomiinae (Naakte draakvissen)
- Onderfamilie Malacosteinae (Tongkieuwigen)
- Onderfamilie Idiacanthinae (Zwarte draakvissen)